# گندواناددسانان
گندواناددسانان(نام علمی: Gondwanatheria) نام یک راسته از رده پستانداران است.